# Les Alleuds, Deux-Sèvres
Les Alleuds  là một xã ở tỉnh Deux-Sèvres trong vùng Nouvelle-Aquitaine phía tây nướcPháp. Xã này nằm ở khu vực có độ cao trung bình 144 mét trên mực nước biển.